# Славко Златановић
Славко Златановић Жика био је скојевац, члан Комунистичке партије Југославије и борац за ослобођење Југославије.

## Биографија
Родио се у породици сиромашног сељака у селу Мирошевцу. Ту је завршио основну школу, а након тога уписао је Лесковачку гимназију. Био је марљив ученик, занимала га је марксистичка литература коју је проучавао са осталим напредним омладинцима. Поред тога, истицао се и својим радом у многим школским дружинама и секцијама. Члан СКОЈ-а постао је крајем 1938. године, а потом је изабран и у руководство „Јадранске страже”. Није био омиљен међу свим професорима. Често је био на удару оних реакционарних професора и поред његовог примарног владања и врло доброг учења. Волео је да полемише са припадницима буржоаске омладине и онима који су били профашистички оријентисани. Златановић је важио за једног од идеолошки најспремнијих ученика и скојеваца. Због тога је био одређен да присуствује веома значајној окружној конференцији СКОЈ-а у селу Рудару, 1940. године. Он је са Жиком Илићем Жутим био задужен да припрема најважнији део програма на излетима, који су, у то време, били веома погодна форма окупљања напредних омладинаца и пропагирања напредних идеја. Управо на једном таквом излету, у селу Синковцу, почетком септембра 1940. године, говорио је о фашизму, о опасности коју он доноси и о корумпираности владајуће капиталистичке клике у Југославији. Деловао је веома упечатљиво на своју публику и сматрали су га врсним агитатором и пропагатором. 
Почетком 1941. године постао је члан Комунистичке партије Југославије. После окупације земље био је задужен да прати кретање непријатеља, да прикупља обавештења о његовим намерама и непосредним акцијама и да о томе извештава организацију. Њему и његовим друговима из скојевске организације постало је јасно, у лето 1941. године, да је опстанак у Лесковцу немогућ па су разматрали о одласку у Кукавички НОП одред. У септембру месецу прешао је на тадашњу слободну територију Поречја и постао је борац Кукавичког НОП одреда. После реорганизације одреда постао је заменик политичког комесара 1. чете. Језгро ове чете чинили су борци из Вучја и Мирошевца са којима је отишао у партизане. Нешто касније, приликом нове реорганизације одреда, ушао је у скојевско руководство. Учествовао је у свим подухватима и акцијама. Након смрти Живојина Илића постао је члан ОК СКОЈ-а Лесковац те је добио и специјалне задатке. Почетком јануара 1942. године отишао је у Печењевце, а затим у Бабички одред где је радио на омасовљењу скојевске организације и припремама за одлазак у НОП одред. Нарочито се истакао у борби са четницима код Клајића, спречивши директан напад на штаб одреда. Марта 1942. године отишао је са делом Кукавичког одреда у Јабланицу. У Јабланици, ослабљен и успорен, услед јаког запаљења плућа, пао је у руке непријатељу. Међутим, Максим Ковачевић успео је да га извуче на слободу и склони, заједно са Љубинком Милосављевић и Жиком Стојановићем, у скровиту колибу између Мирошевца и Тодоровца. Нажалост, четници су га пронашли и отерали у затвору у Лесковцу. Након месец дана проведених у затвору, интерниран је у логор у Аустрији. Његови проведени дани у логору нису били нимало лаки. Ипак, он није престао да се бори и да мисли на народноослободилачки покрет у Југославији. Био је веома активан, повезао се са истомишљеницима, организовао је састанке и разговоре о политичкој ситуацији. Његови најближи сарадници у логору били су Борко Станковић Ђулавка и Борко Павловић. Са двојицом Загрепчана покушао је бекство из логора али је ухваћен у Марибору и отеран у логор Маутхаузен. Тамо је успео да се одржи све до пред само ослобођење. Последње дане свог живота провео је вредно и радно. Није га напуштао оптимизам, бодрио је своје другове, веровао у победу, у ослобођење, у живот који ће бити леп и слободан. Нажалост, није доживео да се увери у то да ће се његова веровања остварити. Пред само ослобођење логора угушен је у гасној комори. Ни данас се не зна где је сахрањен, али његово име и дело нису заборављени. Иако није дуго живео, оставио је дубок траг у историји револуционарног покрета Лесковца. У његову част, његово име носи основна школа у Мирошевцу, једна улица у Лесковцу и пионирски одред осмогодишње школе у Мирошевцу.